# サンバール

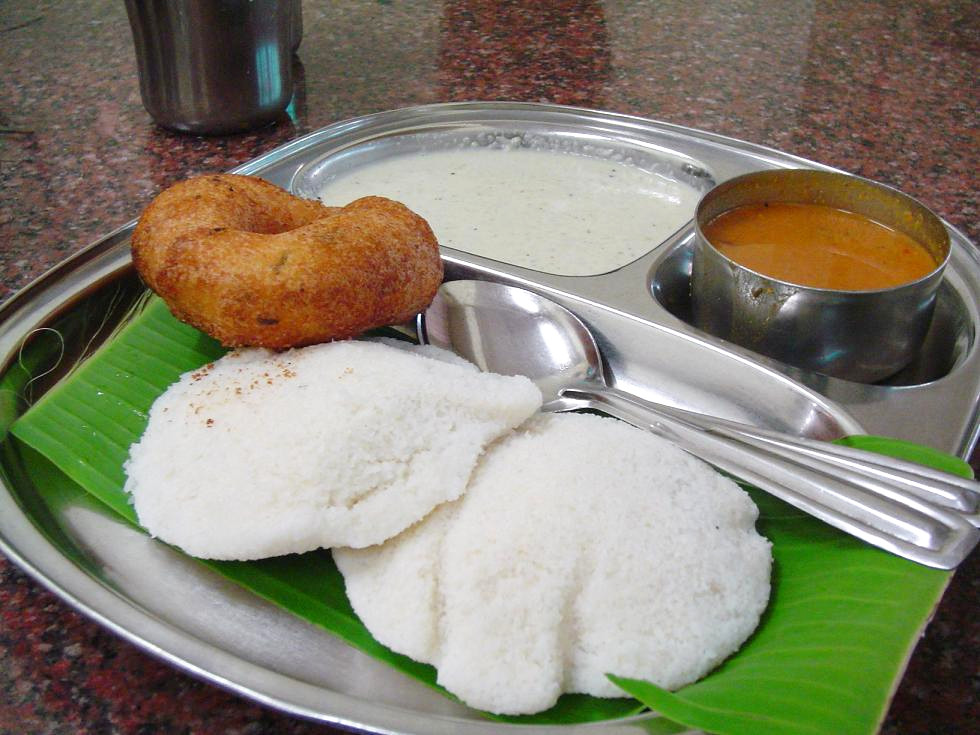
右奥がサンバール。手前はイドゥリー（米粉蒸しパン）、左のドーナツに似たものはヴァダ、奥はココナッツのチャツネ。典型的な南インドの朝食セット。

サンバル、サンバール、サンバー、サーンバール（sambhar, சாம்பார்）は南インドで食べられるスパイスを使ったスープ。キマメ（Cajanus cajan）と野菜を煮込んで作る。使われる野菜は季節のものが多く、ナス、大根、オクラ、カボチャなどといったさまざまなものを単独で、または組み合わせて使用する。
ライスとの相性がよく、ほぼ毎食といってよいほどに供される。また、ミールスやドーサといった料理にも、サイドディッシュとして付いてくる。日本の味噌汁のような存在である。
この料理はインドネシア料理やマレー料理に使われる辛味調味料サンバル（インドネシア語: sambal, sambel）とは違う物である。